# Jean-Benjamin de La Borde
Jean-Benjamin de La Borde (París, 5 de setembre de 1734- 22 de juliol de 1794) fou un musicògraf i compositor francès.
Pertanyia a una família ben acomodada i va rebre una brillant educació, entrant després al servei de Lluís XV, que el nomenà el seu primer ajudant de cambra i li atorgà la seva confiança. Més tard entrà en la companyia de recaptadors generals i realitzà combinacions més agosarades, restant a punt d'arruïnar-se moltes vegades. Després de la mort de Lluís XV abandonà la cort i es casà, i més tard tornà a prendre possessió del seu càrrec, però perseguit per la Revolució es retirà a Normandia i allà fou detingut i portat a París, morint al Cadafalch el 22 de juliol de 1794.

## Obres

### Òperes
- Gilles garçon peintre, (1758),
- Les Trois Déesses rivals, (1761),
- Les bons amis, (1761),
- Annette et Lubin, (1762),
- Le Revenant, (1766),
- Candide, (1768),
- La Meunière de Gentilly, (1768),
- Colette et Mathurin, (1769),
- Le billet de mariage, (1770),
- Ismène et Isménias, (1770),
- Jeannot et Colin, (1770),
- La cinquantaine, (1771),
- Amadis, La Chercheuse d'esperit, Le Rossignol, i Adèle de Ponthieu, en col·laboració amb Pierre-Montan Berton.

També va compondre algunes cançons, devent-se-li a més:
- Essai sur la Musique ancienne et modern, (París, 1780),
- Mémoire sur les proportions musicales, le genre enharmonique des Grecs et celui des moderns, (París, 1781),
- Mémoires historiques sur Raoul de Courcy, (París, 1781).